# La Terrasse-sur-Dorlay
La Terrasse-sur-Dorlay är en kommun i departementet Loire i regionen Auvergne-Rhône-Alpes i centrala Frankrike. Kommunen ligger i kantonen La Grand-Croix som tillhör arrondissementet Saint-Étienne. År 2022 hade La Terrasse-sur-Dorlay 771 invånare.

## Befolkningsutveckling
Antalet invånare i kommunen La Terrasse-sur-Dorlay
| Referens: INSEE |